# Wang Zhen (Leichtathlet, 2001)
Wang Zhen (* 7. Oktober 2001) ist ein chinesischer Leichtathlet, der sich auf den Hochsprung spezialisiert hat.

## Sportliche Laufbahn
Erste internationale Erfahrungen sammelte Wang Zhen im Jahr 2023, als er bei den Hallenasienmeisterschaften in Astana im Finale keinen gültigen Versuch zusammenbrachte. Im August belegte er bei den World University Games in Chengdu mit 2,15 m den sechsten Platz und im Oktober verpasste er bei den Asienspielen in Hangzhou mit 2,10 m den Finaleinzug. Im Jahr darauf nahm er an den Olympischen Sommerspielen in Paris teil und schied dort mit 2,20 m in der Qualifikationsrunde aus.
2023 wurde Wang chinesischer Meister im Hochsprung.